# Papa Adriano II
Adriano II (Roma, 792 – Roma, 14 dicembre 872) è stato il 106º papa della Chiesa cattolica dall'867 alla morte.

## Biografia

### Carriera ecclesiastica
Adriano era membro di una nobile famiglia romana: parente dei papi Stefano IV (816-817) e Sergio II (844-847), suo padre Talaro sarebbe divenuto, dopo la sua nascita, vescovo di Minturno. Nell'842, Papa Gregorio IV lo aveva nominato suddiacono e poi cardinale presbitero di San Marco. Ebbe così tanto prestigio in Laterano, anche grazie all'aiuto di Sergio II (che era suo parente), e così tanta fama per il suo animo caritatevole, che ben due volte, nell'855 e nell'858, alla morte di Leone IV e Benedetto III, fu designato papa, ma per umiltà rifiutò entrambe le nomine. Alla terza elezione, quando aveva 75 anni, accettò la carica come candidato di compromesso, per porre fine alla lotta tra le diverse fazioni, una filoimperiale e l'altra (capeggiata da Giovanni, poi suo successore) sostenitrice dell'energica politica di Niccolò I. Ottenuto il consenso imperiale fu pertanto consacrato pontefice il 14 dicembre.

### Pontificato
Adriano mantenne, sebbene con minor vigore, l'atteggiamento del predecessore Niccolò I. La differenza di carattere tra il volitivo Niccolò e il mite Adriano, differenza accentuata anche per l'avanzata età del neoeletto, si mostrò in tutta la pateticità con cui condusse le questioni politiche e religiose.
La mitezza del carattere venne messa in evidenza fin dall'inizio del pontificato, quando riammise nella comunità ecclesiale alcuni prelati corrotti e scomunicati da Niccolò o condannati dall'imperatore, per i quali ottenne la revoca della condanna. Ma tale arrendevolezza o piuttosto, secondo il Gregorovius, quella sorta di anarchia che si verificava durante il periodo di sede vacante, fu una delle cause di un drammatico e violento episodio verificatosi proprio nei giorni dell'elezione, quando Lamberto, duca di Spoleto e dunque, secondo la costituzione, rappresentante imperiale a Roma, irruppe in città col suo seguito di armati, a cui concesse il saccheggio e ogni sorta di violenze, con confische di beni, rapimenti e stupri ai danni delle famiglie nobili del partito avverso. Adriano minacciò anatemi e scomuniche a Lamberto e a chi in città aveva sobillato il suo intervento, scrisse lettere di protesta all'imperatore (che in quel momento era occupato a combattere i Saraceni e non aveva tempo per occuparsi delle cose di Roma), ma non accadde nulla, e Lamberto se ne tornò impunito a Spoleto.

#### La tragedia privata
La debolezza di Adriano si manifestò anche nell'incapacità di difendere la propria famiglia.
Prima di prendere i voti, Adriano era stato sposato con una certa Stefania, da cui ebbe una figlia. Madre e figlia erano ancora in vita al momento della sua elezione al soglio pontificio: infatti, le consuetudini dell'epoca permettevano anche a un uomo sposato di prendere gli ordini religiosi (purché successivamente conducesse una vita casta). La tragedia personale si abbatté su Adriano il 10 marzo dell'868 quando Eleuterio, il nipote del vescovo di Orte Arsenio, innamorato follemente della figlia del papa, la rapì insieme alla madre. Adriano, preoccupato per la loro sorte, chiese aiuto all'imperatore, scongiurandolo di far intervenire i suoi legati per riportare alla ragione il folle Eleuterio il quale, vedendosi perduto, decise di compiere un gesto estremo: uccise, pur di non perdere la giovane amata, questa e la madre di lei. Eleuterio venne infine catturato dai messi imperiali e decapitato.
Dietro le apparenze di un grave fatto di cronaca si nascondeva però, probabilmente, una vendetta politica. Eleuterio era infatti il fratello di Anastasio, il vescovo scomunicato da papa Leone IV per aver abbandonato senza permesso la sua diocesi e che lo zio Arsenio, vescovo di Orte, aveva tentato di imporre al pontificato al posto di papa Benedetto III, riuscendo a mantenerlo per qualche tempo in carica come antipapa. Nei fatti, appena Adriano ebbe inviato i suoi messi a Ludovico II, per implorare il suo intervento nella questione, Arsenio si affrettò a tentare di raggiungerli (non riuscendovi solo perché colto da morte improvvisa durante il viaggio) prima che arrivassero a destinazione, e lo stesso Anastasio venne riconosciuto complice nell'azione del fratello Eleuterio e nuovamente scomunicato (salvo poi venire ancora una volta riabilitato per aver giurato fedeltà al papa); l'apparente elemento passionale di tutta la vicenda assume dunque l'aspetto di un episodio generato da vendetta e odio.

#### Relazioni con la Chiesa di Costantinopoli
Nell'867 Fozio, patriarca di Costantinopoli, pochi mesi dopo aver pronunciato la sentenza di deposizione contro papa Niccolò I, era stato deposto dal seggio patriarcale dal nuovo imperatore Basilio il Macedone, che aveva reinsediato il suo legittimo predecessore Ignazio. L'Imperatore e Ignazio scrissero poi al Papa per comunicargli il mutamento verificatosi, richiedendo l'invio di legati pontifici per un concilio ecumenico che avrebbe dovuto tenersi a Costantinopoli. Il concilio di Costantinopoli IV (15 ottobre 869-28 febbraio 871) venne convocato proprio per sancire la legittimità della nomina di Ignazio a patriarca della Nuova Roma e la scomunica di Fozio con la conseguente deposizione di tutti i vescovi da lui consacrati, cosa che avvenne con la firma di 109 vescovi. Fu affrontato anche il tema della giurisdizione sulla chiesa bulgara, ma su di esso i legati papali non raggiunsero un accordo con Ignazio. All'indomani del concilio i legati dei patriarcati orientali, scelti dall'imperatore Basilio I come arbitri nella questione bulgara, assegnarono a Costantinopoli la giurisdizione sulla Chiesa bulgara, suscitando così le proteste dei legati pontifici. Sordo alle proteste, il patriarca Ignazio procedette alla consacrazione di un arcivescovo e di una decina di vescovi per la Bulgaria.
Adriano II venne a conoscenza degli atti del concilio grazie alla traduzione latina di Anastasio (ormai riabilitato dopo la scomunica per la complicità con Eleuterio), poiché gli atti originali in greco erano andati perduti nel viaggio di ritorno. Il papa rispose all'imperatore con una lettera del novembre 871, nella quale confermò formalmente il concilio, ma dissentì sulla decisione presa circa la Bulgaria, rammaricandosi del comportamento scorretto del patriarca Ignazio e anche minacciandolo di scomunica. Ma nulla avvenne, e la Chiesa bulgara entrò per sempre nell'influenza di quella orientale.

#### Relazioni con i regni cristiani
Sul piano dell'autorità spirituale, Adriano fece sentire la propria voce nel ribadire a Lotario II, re di Lotaringia, lo stato peccaminoso in cui versava, a causa del legame di concubinaggio che intratteneva con Waldrada, già stigmatizzato dall'intervento del predecessore papa Niccolò I, che aveva mostrato grande rigore nel ribadire l'indissolubilità del matrimonio religioso. La professione di pentimento (vera o falsa che fosse) da parte di Lotario ammorbidì la posizione del papa; la questione trovò comunque una sua naturale conclusione nella repentina morte di Lotario, avvenuta l'8 agosto 869.
La morte del re di Lotaringia aprì la contesa per la successione tra Carlo il Calvo e Ludovico il Germanico, mentre l'imperatore Ludovico II era nel Sud Italia a combattere i Saraceni. In mancanza di eredi, l'intera Lotaringia sarebbe dovuta tornare di diritto nelle mani dell'imperatore, ma Carlo occupò immediatamente buona parte del paese e il 9 settembre si fece incoronare re di Lotaringia dal vescovo Incmaro di Reims. Su preghiera di Ludovico II il papa ritenne di dover intervenire, facendo leva sulla sua autorità morale per ristabilire i diritti imperiali. Scrisse pertanto sei lettere, che inviò il 27 giugno 870 a Incmaro di Reims, ai due sovrani e ai vari vescovi sulla sua decisione, senza però sapere che le lettere, quando giunsero a destinazione, non avevano più alcun valore in quanto Carlo il Calvo e Ludovico il Germanico si erano già accordati nella spartizione dei territori in questione. Per parte sua, il vescovo di Reims accusò il papa di ingerenza nelle questioni della Chiesa di Francia, della quale lo stesso Incmaro rivendicò l'autonomia.
Oltre ai rapporti con i carolingi, Adriano incoronò il re degli anglosassoni Alfredo il Grande.

### Morte
Adriano II morì in una data imprecisata, tra il 26 novembre e il 14 dicembre, e fu sepolto in San Pietro.

## Genealogia episcopale
La genealogia episcopale è:
- Cardinale Donato di Ostia
- Papa Adriano II